# SEC Network
SEC Network ist ein US-amerikanischer Fernsehsender der ESPN Inc. Er sendet ganztägig und zeigt Live- sowie aufgezeichnete Spiele, als auch Analysen und Nachrichten um die Southeastern Conference (SEC). Er ersetzte den Fernsehsender SEC TV.

## Geschichte
Am 2. Mai 2013 verkündete ESPN-Präsident John Skipper, dass man sich mit den Verantwortlichen der SEC auf einen 20-Jahres-Vertrag geeinigt hätten und der Sendebetrieb im August 2014 aufgenommen werde. Es war damit neben dem Big Ten Network und dem Pac-12 Network der dritte Fernsehsender, welcher sich nur einer einzigen Conference widmet.
Bei der Vorstellung des SEC-Football-Spielplans verkündete der SEC-Commissionar Mike Slive, dass das SEC Network am 14. August 2014 den Sendebetrieb aufnehme. Als erste Live-Regular-Season-Football-Spiele wurde am 28. August 2014 die Spiele zwischen der Texas A&M und der University of South Carolina, sowie zwischen der Temple University und der Vanderbilt University übertragen.
SEC Network begann am 14. August 2014 um 18:00 (Ostküstenzeit) mit der Nachrichtensendung SEC Now den Sendebetrieb, die Live-Übertragungen von jeder SEC-Schule, Highlights aus Football-Trainingslagern, und Liveschaltungen zu einem Frauen-Fußball-Freundschaftsspiel zwischen der University of Arkansas und der Creighton University zeigte.

## Programm
SEC Network strahlt Veranstaltungen aus 21 Sportarten, welche in der SEC betrieben werden, aus; im ersten Jahr wurden über 1000 Veranstaltungen ausgestrahlt, alleine 450 davon im Fernsehen. Jährlich zeigt der Sender 45 Footballspiele, 100 Männer-Basketball-Spiele, 60 Frauen-Basketball-Spiele und 75 Baseballspiele. Unter der Marke SEC Network Plus zeigt SEC Network alle nicht im Fernsehen gezeigten Spiele im Internet. ESPN-Personal arbeitete mit jeder SEC-Mitgliedsschule zusammen, um sicherzustellen, dass die interne Produktion, das ausgestrahlte Programm und die Live-Events für das SEC Network problemlos verlaufen.